# Karo-Peli
Karo-Peli est une des 47 provinces du Burkina Faso située dans la région du Soum.

## Histoire
Le 2 juillet 2025, le gouvernement burkinabè a procédé à une réorganisation territoriale qui a conduit à la création de deux nouvelles provinces, dont celle des Karo-Peli, intégrée à la nouvelle région du Soum,.
Le nom Karo-Peli est un oronyme désignant des massifs rocheux qui entourent la ville de Arbinda, anciennement appelé Karo.

## Départements
La province des Karo-Peli comprend 2 départements :
- Arbinda (département)
- Koutougou (département)

## Démographie
- Chef-lieu : Arbinda (Burkina Faso)